# Liste der Staatsoberhäupter Nigerias
Die Liste der Staatsoberhäupter Nigerias listet diejenigen Personen auf, die seit der Unabhängigkeit des Landes im Jahr 1960 durch ihre politische Funktion jeweils Staatsoberhaupt von Nigeria im Amt des Präsidenten waren.

## Monarchie (1960–1963)

### Königin
| Nr. | Bild | Name (Lebensdaten)        | Amtsbezeichnung | Amtszeit        | Amtszeit        |
| Nr. | Bild | Name (Lebensdaten)        | Amtsbezeichnung | Beginn          | Ende            |
| --- | ---- | ------------------------- | --------------- | --------------- | --------------- |
| 1.  |      | Elisabeth II. (1926–2022) | Königin         | 1. Oktober 1960 | 1. Oktober 1963 |

### Generalgouverneure

Flagge des Generalgouverneurs von Nigeria

Der britische Monarch wurde in seiner Abwesenheit durch einen Generalgouverneur vertreten:
| Nr. | Bild | Name (Lebensdaten)                     | Amtsbezeichnung   | Amtszeit          | Amtszeit          |
| Nr. | Bild | Name (Lebensdaten)                     | Amtsbezeichnung   | Beginn            | Ende              |
| --- | ---- | -------------------------------------- | ----------------- | ----------------- | ----------------- |
| 1.  |      | Sir James Wilson Robertson (1899–1983) | Generalgouverneur | 1. Oktober 1960   | 16. November 1960 |
| 2.  |      | Nnamdi Azikiwe (1904–1996)             | Generalgouverneur | 16. November 1960 | 1. Oktober 1963   |

## Republik (seit 1963)

Flagge des Präsidenten von Nigeria (1963–1966)

Flagge des Präsidenten von Nigeria (Armee)

Flagge des Präsidenten von Nigeria

| Nr. | Bild                        | Name (Lebensdaten)                  | Amtsbezeichnung                                                                           | Amtszeit          | Amtszeit          | Amtszeit               | Partei    |
| Nr. | Bild                        | Name (Lebensdaten)                  | Amtsbezeichnung                                                                           | Beginn            | Ende              | Beendigungsgrund       | Partei    |
| --- | --------------------------- | ----------------------------------- | ----------------------------------------------------------------------------------------- | ----------------- | ----------------- | ---------------------- | --------- |
| 1.  | (kein Foto vorhanden)       | Nnamdi Azikiwe (1904–1996)          | Präsident                                                                                 | 1. Oktober 1963   | 16. Januar 1966   | Putsch                 | NCNC      |
| –   | (kein Foto vorhanden)       | Chukwuma Kaduna Nzeogwu (1937–1967) | Oberhaupt des Obersten Revolutionsrates der Nigerianischen Armee (Anmerkung: im Aufstand) | (15. Januar 1966) | (17. Januar 1966) | Sturz                  | Militär   |
| –   | (kein Foto vorhanden)       | Johnson Aguiyi-Ironsi (1924–1966)   | Oberhaupt der Föderalen Militärregierung                                                  | 16. Januar 1966   | 24. Mai 1966      | —                      | Militär   |
| –   | (kein Foto vorhanden)       | Johnson Aguiyi-Ironsi (1924–1966)   | Oberhaupt der Nationalen Militärregierung                                                 | 24. Mai 1966      | 29. Juli 1966     | Putsch                 | Militär   |
| –   | (kein Foto vorhanden)       | Yakubu Gowon (* 1934)               | Oberhaupt der Nationalen Militärregierung                                                 | 1. August 1966    | 1. September 1966 | —                      | Militär   |
| –   | (kein Foto vorhanden)       | Yakubu Gowon (* 1934)               | Oberhaupt der Föderalen Militärregierung                                                  | 1. September 1966 | 29. Juli 1975     | Putsch                 | Militär   |
| –   | Murtala Mohammed            | Murtala Mohammed (1938–1976)        | Oberhaupt der Föderalen Militärregierung                                                  | 29. Juli 1975     | 13. Februar 1976  | Tod nach Putschversuch | Militär   |
| –   | Olusegun Obasanjo (1978)    | Olusegun Obasanjo (* 1937)          | Oberhaupt der Föderalen Militärregierung                                                  | 13. Februar 1976  | 1. Oktober 1979   | Abwahl                 | Militär   |
| 2.  | Shehu Shagari (1980)        | Shehu Shagari (1925–2018)           | Präsident                                                                                 | 1. Oktober 1979   | 31. Dezember 1983 | Putsch                 | NPN       |
| –   | Muhammadu Buhari (2015)     | Muhammadu Buhari (1942–2025)        | Oberhaupt der Föderalen Militärregierung                                                  | 31. Dezember 1983 | 27. August 1985   | Putsch                 | Militär   |
| –   | Ibrahim Babangida (2010)    | Ibrahim Babangida (* 1941)          | Präsident, Oberbefehlshaber der Armee                                                     | 27. August 1985   | 26. August 1993   | Rücktritt              | Militär   |
| –   | Ernest Shonekan (2009)      | Ernest Shonekan (1936–2022)         | Oberhaupt der Nationalen Übergangsregierung                                               | 26. August 1993   | 17. November 1993 | Rücktritt              | parteilos |
| –   | (kein Foto vorhanden)       | Sani Abacha (1944–1998)             | Vorsitzender des Obersten Führungsrates                                                   | 17. November 1993 | 8. Juni 1998      | Tod                    | Militär   |
| –   | Abdulsalami Abubakar (1998) | Abdulsalami Abubakar (* 1942)       | Vorsitzender des Obersten Führungsrates                                                   | 9. Juni 1998      | 29. Mai 1999      | Abwahl                 | Militär   |
| 3.  | Olusegun Obasanjo (2005)    | Olusegun Obasanjo (* 1937)          | Präsident                                                                                 | 29. Mai 1999      | 29. Mai 2007      | Abwahl                 | PDP       |
| 4.  | Umaru Yar’Adua (2007)       | Umaru Yar’Adua (1951–2010)          | Präsident                                                                                 | 29. Mai 2007      | 5. Mai 2010       | Tod                    | PDP       |
| 5.  | Goodluck Jonathan (2013)    | Goodluck Jonathan (* 1957)          | Präsident                                                                                 | 5. Mai 2010       | 29. Mai 2015      | Abwahl                 | PDP       |
| 6.  | Muhammadu Buhari (2015)     | Muhammadu Buhari (1942–2025)        | Präsident                                                                                 | 29. Mai 2015      | 29. Mai 2023      | Abwahl                 | APC       |
| 7.  | Bola Tinubu (2023)          | Bola Tinubu (* 1952)                | Präsident                                                                                 | 29. Mai 2023      | amtierend         |                        | APC       |